# Ji Ling
Pour les articles homonymes, voir Ling.
Ji Ling (? – juin 199) était un officier militaire chinois sous les rangs du seigneur de guerre Yuan Shu lors de la fin de la dynastie Han en Chine antique. Bien qu'il ait joué un rôle mineur historiquement, le roman Les Trois Royaumes a fait de lui un général vigoureux sur les champs de bataille, très prisé par Yuan Shu.

## Biographie
En l’an 196, Yuan Shu entra en guerre avec Liu Bei et Ji Ling dirigea une force d’infanterie et de cavalerie comptant 30 000 hommes. Lü Bu invita alors Ji Ling et Liu Bei à un banquet où par opportunisme il s’improvisa arbitre afin de régler le conflit à travers un exploit d’archerie. Convenant avec les deux rivaux que dans l’éventualité où il atteindrait la pointe d’une lance il y aurait un cessez-le-feu, ce dernier réussit l’exploit et Ji Ling retira son armée tel que convenu.

## Son personnage dans le roman
Dans le roman Histoire des Trois Royaumes écrit par Luo Guanzhong, Ji Ling est davantage impliqué dans les conflits de son seigneur Yuan Shu. Sur les champs de bataille, il manie un trident pesant 50 livres.

### Guerre contre Liu Bei
Au chapitre 14, Ji Ling reçoit l'ordre d'attaquer Liu Bei à Xuzhou, à la tête d'une force de 100 000 hommes. Les deux forces se rencontrent à Xuyi et Ji Ling, qui insulte publiquement Liu Bei, confronte Guan Yu en duel, puis se retire après une trentaine d'échanges. Peu après Ji Ling est repoussé jusqu'à Huaiyin où il refuse de livrer combat, plongeant les deux armées dans une situation d'impasse.
Peu après, Lu Bu renverse Liu Bei et s'empare de Xuzhou. Yuan Shu promet alors à Lu Bu de vives récompenses en échange d'une attaque supplémentaire sur Liu Bei. Lu Bu accepte et envoie son général Gao Shun mener l'incursion en direction de Xuyi. Toutefois Liu Bei a eu le temps de quitter la ville lorsque Gao Shun arrive. Celui-ci demande à Ji Ling les dons promis, ce à quoi il lui répond qu'il peut disposer en attendant qu'il prenne les arrangements convenus avec son seigneur. Yuan Shu, de son côté, ne donne pas à Lu Bu ce qu'il lui a promis sous prétexte que Liu Bei est toujours en cavale et que les dons seront versés lorsque celui-ci sera pris captif. Enragé, Lu Bu renoue avec Liu Bei.
Au chapitre 16, Ji Ling, supporté par les généraux Lei Bo et Chen Lan, est envoyé attaqué Liu Bei à Xiaopei et tel que mentionné dans les récits officiels, fait demi-tour à la suite de l'arbitrage de Lu Bu. Il suggère ensuite à Yuan Shu d'organiser un mariage entre la fille de Lu Bu et son fils. Cependant ce mariage ne se concrétisera pas.

### Guerre contre Lu Bu
Yuan Shu décide donc, au chapitre 17, d'en finir avec Lu Bu et dirige une armée impressionnante en sept divisions qui a pour cible Xuzhou. Ji Ling est responsable du support de l'armée afin d'aider là où sa présence est requise. Ainsi, il arrive en renfort à Zhang Xun lors d'une attaque contre les forces de Lu Bu près de Xuzhou. Toutefois, Ji Ling se heurte aux forces de Han Xian et Yang Feng et est mis en déroute, tout comme l'ensemble des forces de Yuan Shu.

### Mort
Plus tard, au chapitre 21, Liu Bei attaque Yuan Shu lorsque celui-ci tente de rejoindre son frère Yuan Shao au nord. Ji Ling est alors envoyé combattre et affronte Zhang Fei. Au bout d'une dizaine d'échanges, Ji Ling meurt sous la lame de son adversaire.